# Waterhouse Spur
Der Waterhouse Spur ist ein Gebirgskamm mit gut erkennbarer Schichtung im westantarktischen Marie-Byrd-Land. In den La Gorce Mountains des Königin-Maud-Gebirges erstreckt er sich 10 km nordöstlich des Johansen Peak vom südlichen Teil des Ackerman Ridge in südwestlicher Richtung. 
Der United States Geological Survey kartierte ihn anhand eigener Vermessungen und Luftaufnahmen der United States Navy aus den Jahren von 1960 bis 1964. Wissenschaftler einer von 1969 bis 1970 durchgeführten Kampagne der New Zealand Geological Survey Antarctic Expedition benannten ihn nach Barry C. Waterhouse, der bei dieser Kampagne hier als Geologe tätig war.